# Betula glandulosa
Betula glandulosa es una especie de abedul nativo de Norteamérica, donde se encuentra en el ártico en áreas frías y templadas desde el este de Alaska a Newfoundland y sur de Groenlandia, y al sur en las zonas alpinas en California y Colorado, y localmente en Nueva York en el este. En el Ártico se da a nivel del mar, mientras que en el sur de la cordillera, crece hasta a 3.400 m de altitud. A mediados de octubre de 2007, un matorral de esta planta se observó en flor en las colinas detrás de Palo Alto, California en medio de robles, Laurel Bay y Manzanita.

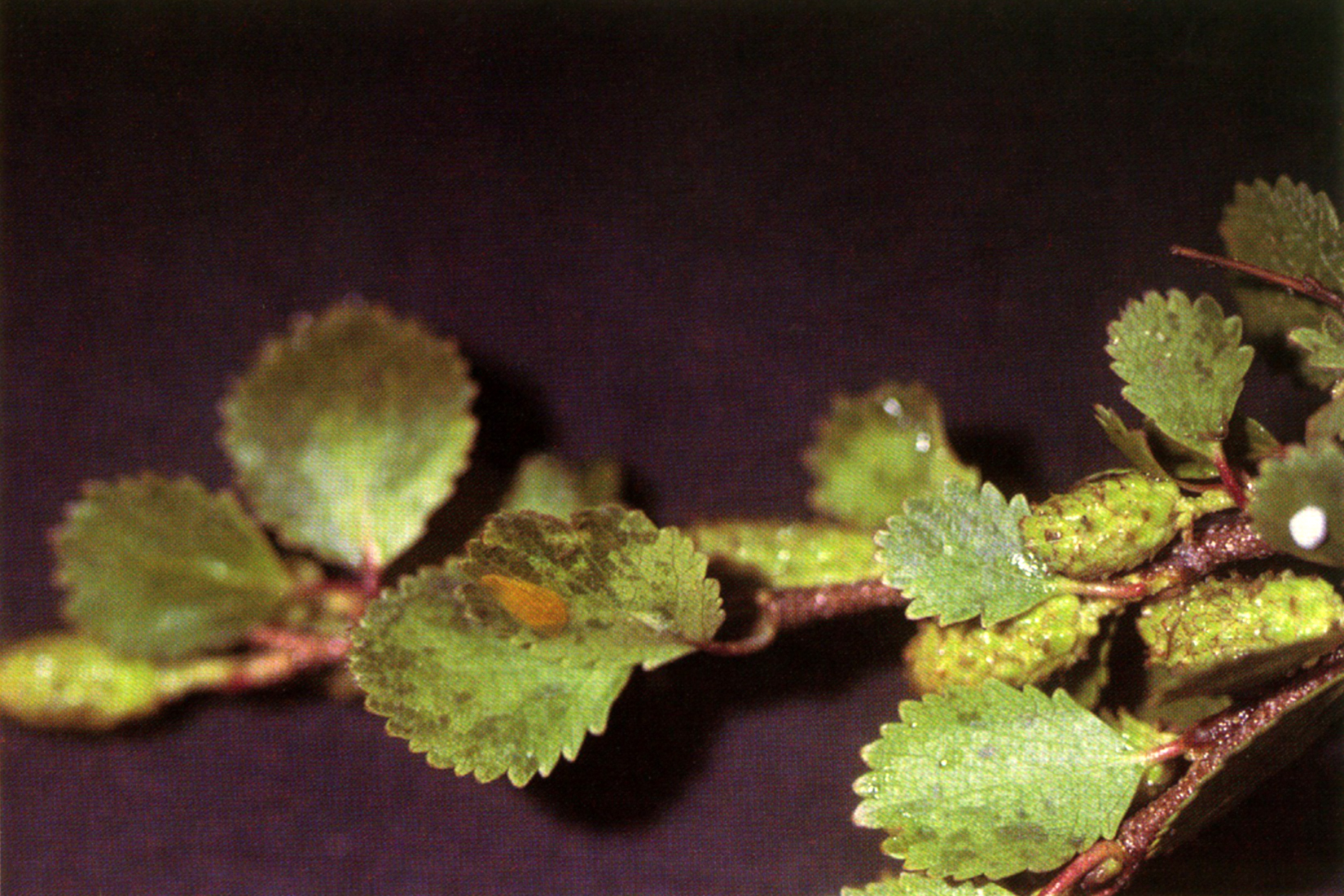
Detalle de las hojas

## Descripción
Betula glandulosa es un arbusto multi-tallo que crece normalmente hasta 1-3 m de altura, a menudo formando matorrales densos. Los troncos son delgados, rara vez de más de 5-10 cm de diámetro, con la corteza suave de color marrón oscuro. Las hojas son casi circulares a ovales, de 0.5-3 cm de largo y 1-2.5 cm, con un margen dentado. Los frutos en forma de amentos son erectos, de 1-2.5 cm de largo y 5-12 mm.
Está estrechamente relacionado con el abedul enano (Betula nana) y, a veces, se trata como una subespecie de la misma, como B. nana subsp. glandulosa. Se distingue del típico B. nana por la presencia de verrugas glandulares en los brotes y pecíolos más largos. 

## Taxonomía
Betula glandulosa fue descrita por André Michaux y publicado en Flora Boreali-Americana 2: 180. 1803.
Etimología
Betula: nombre genérico que dieron los griegos al abedul.
glandulosa: epíteto latino que significa "glandular".
Sinonimia
- Betula glandulosa var. eucycla Lepage
- Betula glandulosa var. flabellifolia Rosenv.
- Betula glandulosa var. pumila Alph.Wood
- Betula glandulosa var. rhomboidea Rosenv.
- Chamaebetula glandulosa (Michx.) Opiz
- Chamaebetula hookeri Opiz[3][4]